# Faldet (dokumentarfilm)
|  | For andre betydninger, se Faldet |
Faldet er en dansk dokumentarfilm fra 2020, der er instrueret af Andreas Koefoed.

## Handling
En film om pigen Estrid, der står på kanten til at forlade barndommen og blive en ung kvinde. Men inden det sker, kommer hun ud for en alvorlig ulykke: Et fald fra femte sal efter at hun, for første og eneste gang i sit liv, går i søvne. Hun overlever på uforklarlig vis og kommer tilbage til livet i kraft af en enorm viljestyrke. Men faldet har sat sig i hendes krop og hendes sind som et psykisk traume, hun for alt i verden forsøger at glemme, men ikke kan slippe fri af. Især hendes mor er ængstelig og bekymret for at miste sin datter. Filmen følger Estrids rejse og familiens helingsproces. Estrids kamp med traumer og rejse mod det voksne liv fører til mange konfrontationer med moren, som er nødt til at gøre op med sin frygt for at miste datteren og sætte hende fri.